# R. Maristany (empresa)

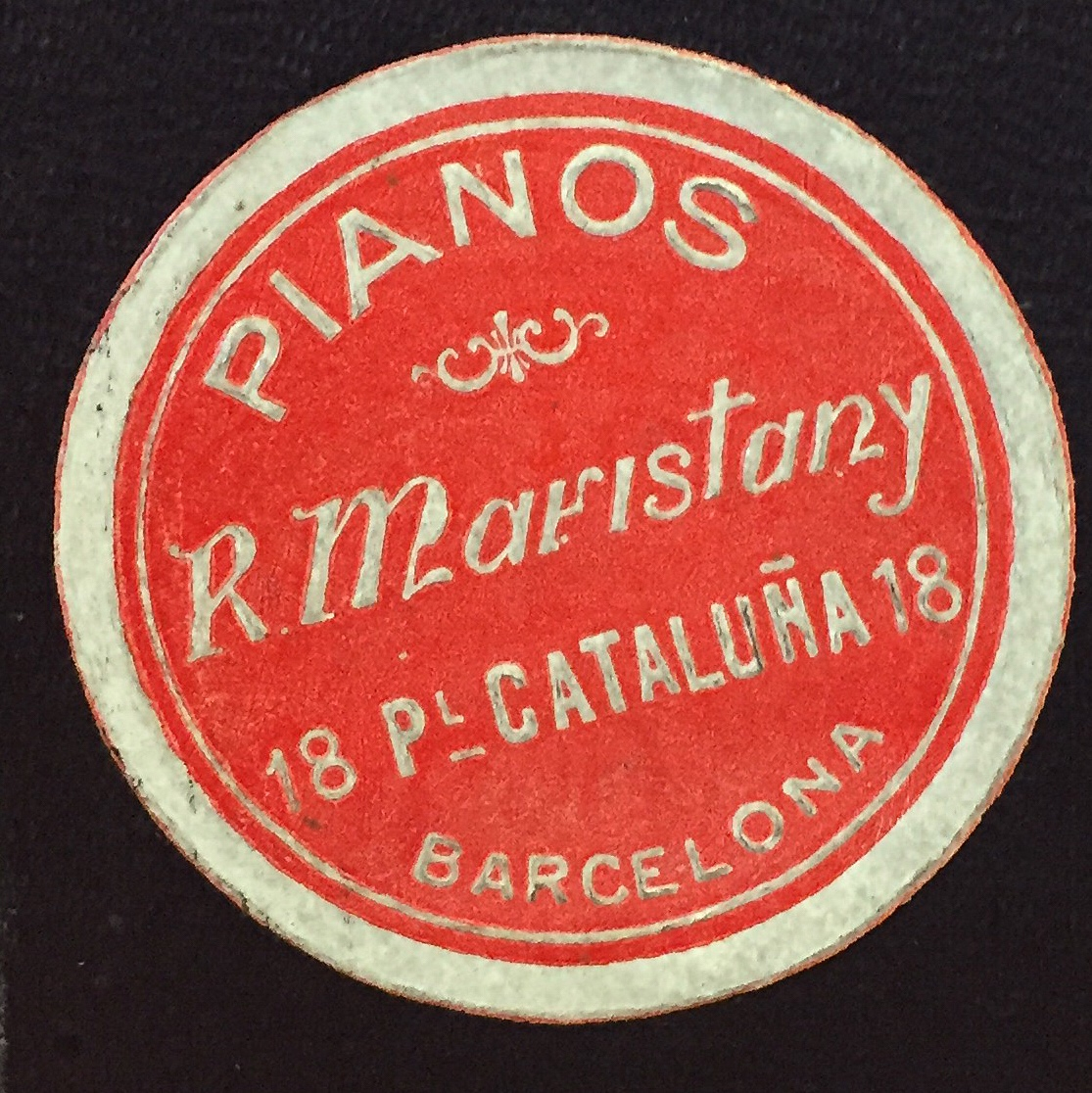
Pianos R. Maristany, etiqueta

R. Maristany (Ròmul Maristany) va ser una sucursal pianos. Va estar activa entre els anys 1870 i 1931.
Fou fundada per Ròmul Maristany l'any 1870. Aquesta sucursal primer va estar situada fins al 1906 al carrer Fontanella, després es traslladà al número 18 de la Plaça de Catalunya, on quedaria fins al 1929, i aquest any crearien una sucursal a Madrid, a la Calle Mayor núm. 47, amb el nom Hijo de Maristany. Va estar activa entre els anys 1882 i 1931.
Venien pianos, harmòniums, rotlles de pianola i accessoris. En aquells moments existien sis fàbriques de pianos a Barcelona, a les quals se'ls demanava posar la marca Maristany per a vendre'ls. Una de les marques més conegudes que van comercialitzar eren els pianos Chaissagne Frères o Steinway & Sons.
El director musical de la Casa Maristany, com se la coneixia, fou Agustí Borgunyó.